# Bukovica Velika (gmina Derventa)
Bukovica Velika (cyr. Буковица Велика) – wieś w Bośni i Hercegowinie, w Republice Serbskiej, w gminie Derventa. W 2013 roku liczyła 138 mieszkańców.